# Ranunculus caucasicus
Ranunculus caucasicus là một loài thực vật có hoa trong họ Mao lương. Loài này được M.Bieb. miêu tả khoa học đầu tiên năm 1808.